# 230. fusilirski polk (Wehrmacht)
Za druge 230. polke glej 230. polk.
230. fusilirski polk (izvirno nemško Füsilier-Regiment 230) je bil fusilirski polk v sestavi redne nemške kopenske vojske med drugo svetovno vojno.

## Zgodovina
Polk je bil ustanovljen 12. novembra 1942 z reorganizacijo 230. pehotnega polka in dodeljen 76. pehotni diviziji; polk je postal novi nosilec tradicije fusilirskega polka »Prinz Einrich von Preußen št. 35. 
Februarja 1943 je bil polk uničen v Stalingradu.
15. marca 1943 so v Bretanji polk na novo ustanovili iz preživelih pripadnikov, 3. bataljona 876. in 3. bataljona 877. grenadirskega polka. 
Novembra 1943 so iz sestave polka odvojili 1. bataljon in ga podredili 951. grenadirskemu polku. Septembra 1944 je bil polk po hudih bojih okoli Jassyja v južni Madžarski popolnjen in osvežen.